# Mark 18

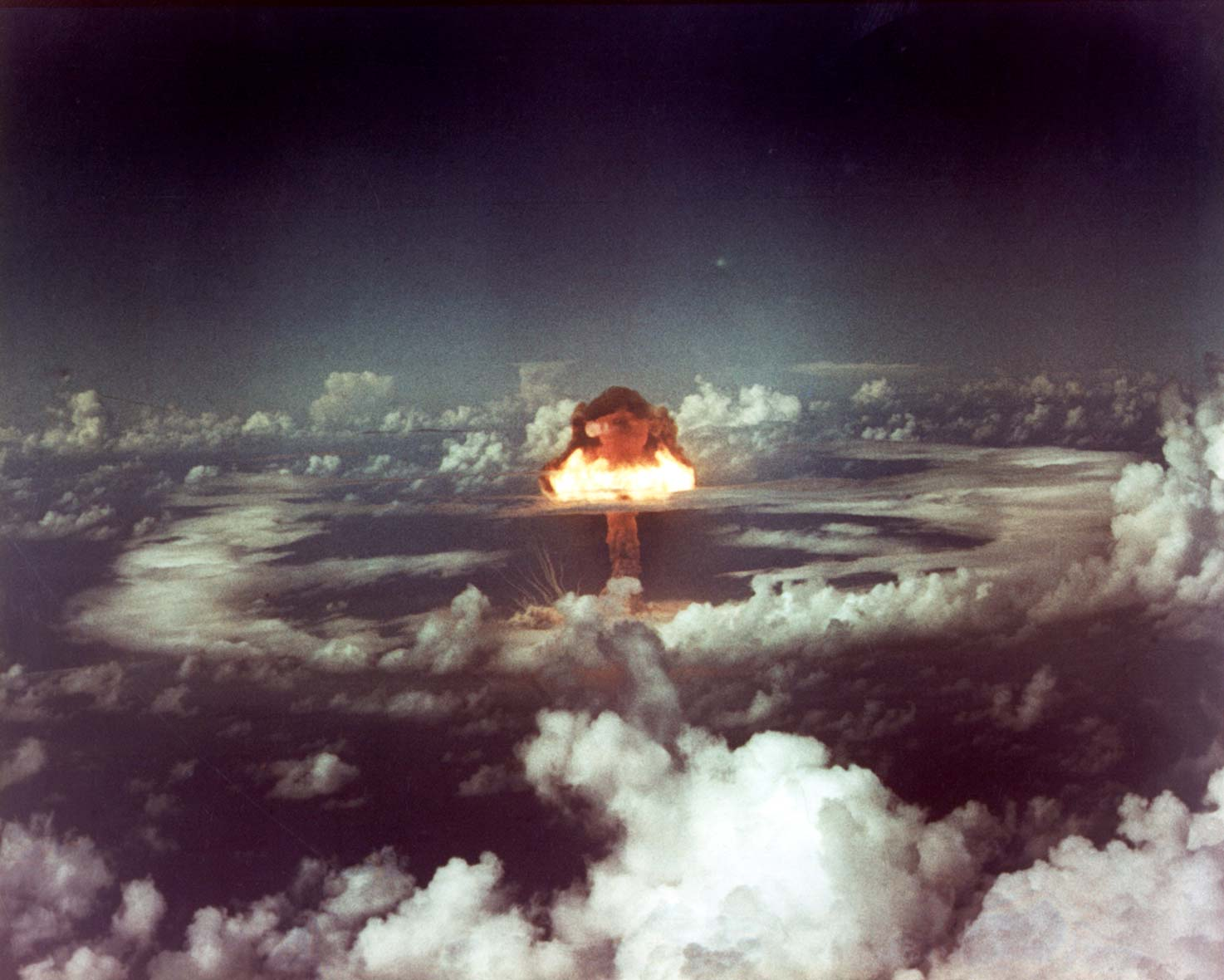
A detonação do ivy king, primeiro e unico Mark 18 testado.

Mark 18 foi uma bomba nuclear dos Estados Unidos, também conhecido como SOB ou Super Oralloy Bomb, foi uma bomba de fissão pura de alto rendimento sendo oficialmente a bomba atômica de maior rendimento do mundo. O rendimento é de 500 quilotoneladas, o designer chefe da bomba foi o físico mexicano Ted Taylor, um dos mais notáveis designers de armas nucleares. O Mark 18 foi testado pela primeira vez durante a Operação Ivy recebendo a alcunha de Ivy King ("Ivy King" é um trocadilho que significa rei das bombas atômicas), o teste foi um sucesso completo com o seu rendimento total.

## Design
O Mark 18 tinha um sistema de implosão avançado derivado do Mark 13 e de seus ancestrais como Fat Man, Mark 4 e Mark 6, porem estes tinham rendimento em torno de 25 quilotoneladas, enquanto o Mark 18 tinha o altíssimo rendimento de 500 quilotoneladas.
Ao invés de ter um fosso (núcleo) de urânio-plutónio, ele tinha mais de 60 kg de urânio altamente enriquecido, tendo o urânio empobrecido sido usado como refletor de nêutrons, mais de quatro massas críticas, para baixar o risco de fissão espontânea, um absorvente de nêutrons feito de boro-alumínio foi colocado, o absorvente era retirado um pouco antes da detonação para permitir o funcionamento da arma.

## Serviço
O Mark 18 foi fabricado a partir de Março de 1953 e terminou a produção com 90 bombas, a tempo de serviço do Mark 18 foi curto, ele foi retirado de serviço em 1960, pois logo as armas termonucleares puderam ser transportadas por aviões e o Mark 18 ficou obsoleto, todas as 90 bombas produzidas foram convertidas em bombas Mark 6 com rendimento máximo de 160 quilotoneladas, mas dois anos depois da conversão em 1962 todas as bombas Mark 6, inclusive as convertidas, foram aposentadas. 